# Cantone di Auneau
Il Cantone di Auneau è una divisione amministrativa dell'arrondissement di Chartres.
A seguito della riforma approvata con decreto del 24 febbraio 2014, che ha avuto attuazione dopo le elezioni dipartimentali del 2015, è passato da 28 a 34 comuni.

## Composizione
I 28 comuni facenti parte prima della riforma del 2014 erano:
- Ardelu
- Aunay-sous-Auneau
- Auneau
- Béville-le-Comte
- Champseru
- La Chapelle-d'Aunainville
- Châtenay
- Denonville
- Francourville
- Garancières-en-Beauce
- Le Gué-de-Longroi
- Houville-la-Branche
- Léthuin
- Levainville
- Maisons
- Moinville-la-Jeulin
- Mondonville-Saint-Jean
- Morainville
- Oinville-sous-Auneau
- Orlu
- Oysonville
- Roinville
- Saint-Léger-des-Aubées
- Sainville
- Santeuil
- Umpeau
- Vierville
- Voise

Dal 2015 i comuni appartenenti al cantone sono i seguenti 34:
- Ardelu
- Aunay-sous-Auneau
- Auneau
- Bailleau-Armenonville
- Béville-le-Comte
- Bleury - Saint-Symphorien
- Champseru
- La Chapelle-d'Aunainville
- Châtenay
- Denonville
- Écrosnes
- Francourville
- Gallardon
- Garancières-en-Beauce
- Le Gué-de-Longroi
- Houville-la-Branche
- Léthuin
- Levainville
- Maisons
- Moinville-la-Jeulin
- Mondonville-Saint-Jean
- Morainville
- Oinville-sous-Auneau
- Orlu
- Oysonville
- Roinville
- Saint-Léger-des-Aubées
- Sainville
- Santeuil
- Umpeau
- Vierville
- Voise
- Yermenonville
- Ymeray